# Ян Юганссон
Ян Юганссон (швед. Jan Johansson; 16 вересня 1931, Онсенг, Швеція — 9 листопада 1968, Соллентуна, Швеція) — шведський джазовий музикант, піаніст, композитор та аранжувальник. Загинув у автокатастрофі. Після його смерті було створено Меморіальний фонд, який щороку видає стипендії Яна Юганссона найвизначнішим шведським джазовим музикантам року.

## Життєпис
Ян Юганссон почав грати на фортепіано у 1942 році і був членом оркестру Гуннара Гаммарлунда у Седергамні. У 1951 році він переїхав до Гетеборга та розпочав дослідження з електроніки у Технічному університеті Чалмерса. Як хобі Юганссон був диригентом та піаністом у деяких самодіяльних університетських колективах. Зрештою, він перервав навчання задля повноцінних занять музикою.
В період з 1956 по 1959 рік Ян грав у квінтеті Гуннара Юнсона, де також брав участь тенор-саксофоніст Ерік Норстрем. У 1959 році Юганссон майже півроку відіграв у джаз-клубі «Кафе Монмартр» в Копенгагені разом зі Стеном Гетцем та іншими американськими джазменами. Також він став першим європейцем, якого було запрошено взяти участь у серії концертів «Jazz at the Philharmonic» навесні 1960 року. У 1961 році він переїхав до Стокгольма, де співпрацював з багатьма відомими колективами та окремими музикантами. У 60-х роках XX століття Юганссон створив джазові версії шведських та російських народних пісень, які стали основою для таких альбомів, як Jazz På Svenska, Jazz På Ryska тощо.
Ян Юганссон співпрацював з багатьма кінорежисерами (а також з Астрід Ліндґрен, над постановкою фільмів за її творами), створюючи музичний супровід для картин. Найвідомішою кінострічкою, до якої він приклав руку, є телесеріал «Пеппі Довгапанчоха», що вийшов на екрани вже після смерті композитора. Надалі роботу над фільмами за творами Ліндґрен продовжив товариш та музичний соратник Юганссона бас-гітарист Георг Рідель, з яким вони працювали пліч-о-пліч раніше.
Ян Юганссон не здобув значної популярності за межами Скандинавії, проте є одним з найвпливовіших джазових піаністів Швеції. Він мав неабиякий успіх на міжнародних джазових фестивалях у Талліні в 1966 та 1967 роках, став лауреатом міжнародного фестивалю у Празі в 1967 році. Згідно з Ральфом Домбровскі, Юганссон є зразком для багатьох джазових музикантів Швеції наступних поколінь та певною мірою сформував ідеї та естетику звуку шведського джазу в цілому.
Ян Юганссон трагічно загинув 9 листопада 1968 року в зіткненні з автобусом під час поїздки трасою E04 на концерт у Єнчепінг. Музикант помер миттєво. Його було поховано на кладовищі Скугсчюркогорден, що розташоване у південній частині Стокгольму. У Юганссона лишилася дружина Ельза Бергстрем, з якою він одружився у 1957 році, та двоє синів: Андерс (1962 р.н.) і Єнс (1963 р.н.). Згодом сини пішли стежиною батька, пов'язавши своє життя з музикою, втім, вони більш відомі участю у метал-гуртах, а не завдяки своїй діяльності у джазовому напрямку.

## Фільмографія
| Рік  | Назва фільму       | Оригінальна назва                 | Режисер        | Роль       |
| ---- | ------------------ | --------------------------------- | -------------- | ---------- |
| 1962 | Сіска              | Siska                             | Альф Челлін    | Композитор |
| 1963 | Коляска            | Barnvagnen                        | Бу Вільдерберг | Композитор |
| 1963 | Мрії про щастя     | Lyckodrömmen                      | Ганс Абрамсон  | Композитор |
| 1965 | Одна літня пригода | Ett sommaräventyr                 | Гокан Ерсгорд  | Композитор |
| 1965 | Нічні ігри         | Nattlek                           | Май Зеттерлінг | Композитор |
| 1967 | Скроллан і пірати  | Skrållan, Ruskprick och Knorrhane | Улле Гелльбом  | Композитор |
| 1969 | Пеппі Довгапанчоха | Pippi Långstrump                  | Улле Гелльбом  | Композитор |